# شورش یهودیان علیه هراکلیوس

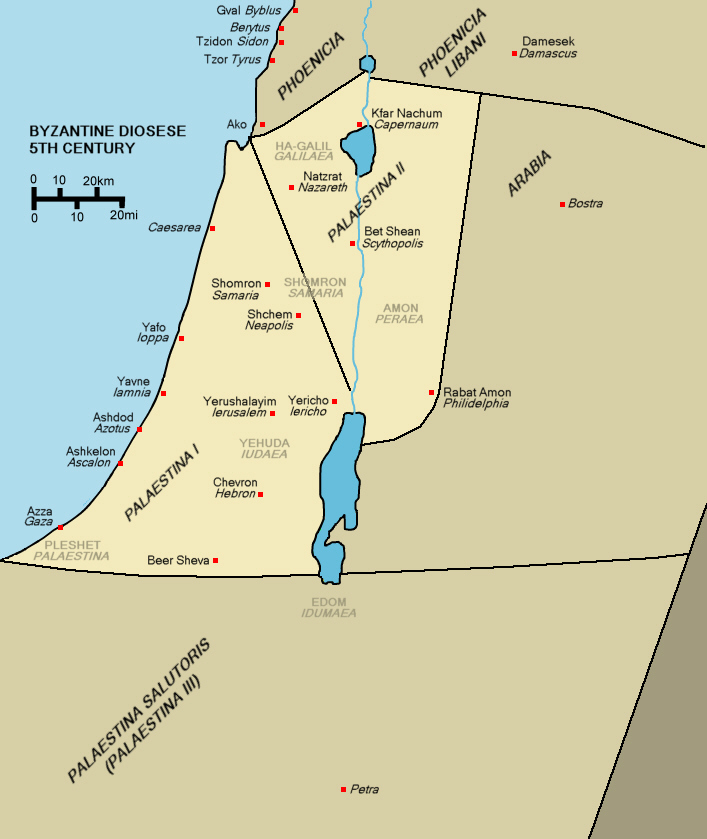
استانهای فلسطین تحت حکومت امپراتوری روم شرقی

شورش یهودیان علیه هراکلیوس بخشی از جنگ ایران و روم شرقی (۶۲۸–۶۰۲) و آخرین تلاش جدی یهودیان برای به دست آوردن خودمختاری در سرزمین فلسطین قبل از دوران مدرن است.
پس از نبرد انطاکیه در سال ۶۱۳میلادی، شهربراز نیروهایش را از طریق استان پالستینا سکوندا یا فلسطین دوم به استان پالستینا پریما یا فلسطین اول هدایت کرد.: 122  در سال ۶۱۴میلادی، شهربراز قیصریه دریایی، پایتخت اداری استان پالستینا پریما را تسخیر کرد.: 206  ارتش ایران توسط نیروهای یهودی به رهبری نحمیا بن هوشیل و بنیامین از طبریه تقویت شد و در مدت کوتاهی بدون مقاومت اورشلیم فتح شد.: 207  پس از چند ماه شورشی توسط مسیحیان رخ داد که طی آن نحمیا بن هوشیل و شورای شانزده نفره وی کشته شدند. مسیحیان توانستند مدت کوتاهی کنترل شهر را بدست بگیرند ولی نیروهای شهربراز شورش را سرکوب کردند.: 69–71 : 169 : 207 

## کشتار مسیحیان اورشلیم
با توجه به گفته‌های اسقف و مورخ ارمنی، سبئوس، محاصره شهر منجر به مرگ ۱۷٬۰۰۰ مسیحی شد، بعضی از منابع مسیحی عدد اغراق‌آمیز ۹۰٬۰۰۰ کشته را عنوان کرده‌اند. همچنین جمعیتی به تعداد ۳۵٬۰۰۰ یا ۳۷٬۰۰۰ نفر از جمله پاتریارک زکریا به میان‌رودان تبعید شدند.: 69–71 : 123  ادعا شده‌است که اورشلیم توسط نیروهای شهربراز سوزانده شد که برخلاف این ادعا شهرسوزی گسترده و تخریب کلیسا در آن برهه تاریخی، توسط تحقیقات باستانشناسی اثبات نشده‌اند.

## حمله یهودیان به صور
گروه‌های یهودی از اورشلیم، طبریه، جلیل، دمشق و حتی از قبرس متحد شدند تا به صور که جمعیت ۴۰۰۰ نفری از یهودیان در آن ساکن بودند، حمله کرده تا در شب عید پاک، مسیحیان را غافلگیر کنند. گفته می‌شود ارتش یهودی از ۲۰٬۰۰۰ نفر تشکیل شده بوده‌است. مسیحیان از این عملیات مطلع شدند و یهودیان شهر را به گروگان گرفتند. به همین دلیل مهاجمان یهودی، کلیساهای اطراف صور را نابود کردند، عملی که مسیحیان با کشتن دو هزار زندانی یهودی در مقابل آن انجام دادند که باعث شد برای حفظ جان یهودیان به گروگان گرفته شده، مهاجمین از حمله خود صرف‌نظر کنند. یهودیان امیدوار بودند که خسرو دوم به خاطر حمایتشان از وی، تمامی سرزمین اسرائیل به آن‌ها بدهد.: 81  در سال ۶۱۷میلادی، ایرانیان سیاست خود را عوض کرده و با مسیحیان علیه یهودیان هم‌داستان شدند، که این احتمالاً به دلیل فشار مسیحیان میان‌رودان و کلیساهای داخل ایران بوده‌است.: 208 

## کشتار یهودیان اورشلیم
در سال ۶۲۲میلادی، هراکلیوس نیروهایش را برای بازپس‌گیری سرزمین‌هایی که ساسانیان فتح کرده بودند گسیل کرد. در سال ۶۲۸میلادی، پس از فروپاشی خسرو دوم، قباد دوم با هراکلیوس صلح کرد. در سفری که هراکلیوس به اورشلیم داشت، بنجامین از طبریه با وی مذاکره کرد و هراکلیوس دستور به عفو یهودیان داددر تاریخ ۲۱ مارس ۶۳۰میلادی، هراکلیوس همراه با صلیب راستین وارد اورشلیم شد که در پی آن یهودیان بسیاری به قتل رسیدند که باعث کاهش جمعیت یهودیان اورشلیم و جلیل شد. گفته می‌شود فقط یهودیانی که می‌توانستند به کوه‌ها و مصر فرار کنند جان سالم به در بردند.: 38 

## پیامد جنگ
بعضی از مورخان معتقدند که جنگ باعث کاهش و تضعیف جمعیت مسیحی نه فقط در اورشلیم، بلکه در تمام خاورمیانه شد؛ و این موضوع به عاملی برای فتوحات اعراب مسلمان در سالهای بعد بدل گشت. با این حال، شواهد باستان‌شناسی گفته‌های نسخه‌های خطی باستانی را که از اضمحلال جامعه مسیحی در اورشلیم می‌گویند تأیید نمی‌کنند.: 353 